# Giles Watling
Giles Francis Watling, né le 18 février 1953 à Chingford, est un acteur anglais et homme politique du Parti conservateur britannique. Il est député pour Clacton de 2017 à 2024.

## Jeunesse et éducation
Né à Chingford de l'actrice Patricia Hicks et de l'acteur Jack Watling, Giles Watling fait ses études à la Forest School de Walthamstow . Il est le frère cadet de l'actrice Deborah Watling et le demi-frère cadet de l'actrice Dilys Watling (en). Les Watlings sont tous les descendants directs de l'antiquaire/artiste du XIXe siècle Hamlet Watling (en).

## Carrière
Watling travaille dans le théâtre britannique et à la télévision, mais est probablement mieux connu pour le rôle du vicaire Oswald dans la série Bread de Carla Lane . Il dirige plusieurs productions théâtrales en tournée au Royaume-Uni. Il endosse le rôle de Bob dans la tournée britannique de "Priscilla Queen of the Desert" en 2013 et siège au conseil d'administration du Royal Theatrical Fund, un organisme de bienfaisance qui vient en aide à toute personne dans le besoin qui exerce ou contribue professionnellement aux arts de la scène .
Il est conseiller conservateur du quartier de Frinton au conseil de district de Tendring, ayant été élu pour la première fois lors des élections locales britanniques de 2007 . Le 10 septembre 2014, il est présélectionné dans la primaire ouverte des conservateurs de Clacton pour décider du candidat du parti contre Douglas Carswell lors de l'élection partielle de Clacton et est désigné à la suite d'une réunion publique le 11 septembre 2014 ,,. Il perd les élections partielles de 2014 et les élections générales de 2015, mais est élu aux élections générales de 2017. Il est réélu avec 72,3 % des voix aux élections générales de 2019.

## Filmographie
| An        | Titre                                | Rôle                         | Remarques   |
| --------- | ------------------------------------ | ---------------------------- | ----------- |
| 1965      | Chemin de Gédéon                     | Malcolm Gédéon               | 8 épisodes  |
| 1974      | En haut, en bas                      | 2e lieutenant James Marriott | 1 épisode   |
| 1978      | Vous n'êtes jeune que deux fois      | PC Henri                     | 1 épisode   |
| 1979      | Le facteur humain                    | Colin                        |             |
| 1979-1980 | Comment va ton père?                 | Martin Matthews              | 13 épisodes |
| 1980      | Gardez-le dans la famille            | Un jeune homme               | 1 épisode   |
| 1984      | Rien de mieux que d'etre a la maison | Maurice                      | 1 épisode   |
| 1988-1991 | Pain                                 | Oswald                       | 49 épisodes |
| 1992      | 'Allo' Allo!                         | Major Twistleton-Smythe      | 1 épisode   |
| 1997      | Mélissa                              | Gangster à l'aéroport        | 1 épisode   |
| 1999      | Colline des Granges                  | M. Radcliffe                 | 1 épisode   |
| 2001      | Le complot de Toutankhamon           | Howard Carter                | téléfilm    |